# Joseph Anton Rhomberg
Joseph Anton Rhomberg (Dornbirn, 1786-Múnich, c. 1853) fue un pintor austríaco-alemán.

## Biografía
Nacido en Dornbirn, en el Tirol, en 1786, cultivó la pintura de historia. Estudió a la Academia de Múnich. En el Dictionary of painters and engravers, biographical and critical se cuenta que en 1814, con una pintura llamada El sacrificio de Noé, habría obtenido su primer premio. Se instaló en Múnich y en 1827 fue nombrado profesor de dibujo en la Escuela Politécnica.  Entre sus trabajos se habrían encontrado títulos como Rebeca en el pozo y Abraham entreteniendo a los ángeles, además de una persona tocando la cítara. Falleció en Múnich en 1853 o 1855. Fue padre de Hanno Rhomberg.